# Bitwa pod Sępopolem
Bitwa pod Sępopolem – starcie zbrojne, które miało miejsce we wrześniu w roku 1457.
Nad rzekami Pregołą i Łyną broniły się w 1457 roku jeszcze dwa zamki obsadzone polskimi załogami od momentu wybuchu wojny: Welawa i Sępopol. Ażeby przywrócić panowanie krzyżackie na tym terenie zebrane wojska komtura Henryka VI Reuss von Plauena ruszyły z nową ofensywą. Atak ten odbywał się równolegle z napadem zwolnionego z polskiej niewoli Bernarda Szumborskiego. Szumborski chcąc odciągnąć uwagę polskich dowódców od ofensywy Plauena zaatakował Malbork. Załogi polskie obroniły się przed siłami von Plauena. Jednak nadciągające z odsieczą polskie pospolite ruszenie, zebrane naprędce, zostało pobite w pobliżu Sępopola udowadniając po raz kolejny własną nieprzydatność w starciach z regularnym wojskiem. Welawa została zdobyta dopiero w roku 1460, a Sępopol w roku 1461 podczas nowej ofensywy krzyżackiej pod dowództwem wielkiego mistrza Ludwiga von Erlichshausena.